# Juan Gimeno
Juan Gimeno (Barcellona, 20 maggio 1913 – Barcellona, 5 maggio 1998) è stato un ciclista su strada spagnolo.
Professionista dal 1934 al 1948, nel 1945 si laureò campione di Spagna e vinse una tappa alla Vuelta a España riuscendo a concludere la corsa al terzo posto; nello stesso anno fu inoltre secondo nella classifica finale della Volta Ciclista a Catalunya.

## Carriera
Juan Gimeno ottenne numerose vittorie soprattutto in brevi corse a tappe spagnole. Fu inoltre terzo alla Volta a Catalunya del 1936, secondo al Trofeo Masferrer del 1940, e per due volte terzo alla Vuelta a Levante nel 1947 e 1948.

## Palmarès
- 1939

13ª tappa Tour du Maroc
- 1940

7ª tappa Circuit del Norte
- 1941

5ª tappa, 1ª semitappa Circuit del Norte
- 1942

2ª tappa Grand Prix de la Victoria (Manresa > Tàrrega)
4ª tappa Grand Prix de la Victoria (Igualada > Barcellona)
5ª tappa Grand Prix de la Victoria (Barcellona > Manresa)
Classifica generale Grand Prix de la Victoria
- 1943

3ª tappa Grand Prix de la Victoria (Saragozza > Tàrrega)
- 1945

Campionati spagnoli, Prova in linea
4ª tappa Vuelta a España (Badajoz > Almendralejo)

## Piazzamenti

### Grandi giri
- Vuelta a España

1935: 13º
1941: ritirato
1942: 4º
1945: 3º
1946: ritirato
1947: ritirato
1948: 13º
- Tour de France

1937: ritirato (9ª tappa)